# Caso Prandi contra Contardi
El  Caso Prandi contra Contardi es un  proceso judicial argentino que se inició en octubre de 2021, cuando la actriz, presentadora y modelo argentina Julieta Prandi demanda por abuso sexual y violencia económica, a su ex marido Claudio Contardi. 

## Contexto

Julieta Prandi en 2024

En 2011, Julieta Laura Prandi y el empresario gastronómico Claudio Raúl Contardi se casaron en un festejo civil ante cincuenta personas en Puerto Madero, Buenos Aires. La pareja ya tenía un bebé de diez meses de nombre Mateo. En julio de 2015 nació su segundo hijo, Rocco. Después de varios episodios de violencia contra Prandi, su amigo, el coreografo y productor Sebastián Waizer, la ayudó a irse de su casa en  Escobar y separarse.
El 14 de febrero del 2019 Prandi declaró: "tomé fuerzas y me fui de mi casa, sin un peso y decidí rearmar mi vida, buscando un nuevo techo donde poder proteger a mis hijos y a mí misma".
En 2019, en el programa televisivo de Susana Giménez contó como logró irse de su casa,  y dio detalles de cómo Contardi fue controlando distintos aspectos de su vida.

«Yo me fui con mis hijos y lo puesto.»
Julieta Prandi, noviembre de 2019.

En diciembre de 2019, Prandi denunció a su ex marido Contardi por violar la distancia perimetral dictada por el juez.
En 2020 comenzó una relación de pareja con el músico y cantante Emanuel Ortega.

## Instancias

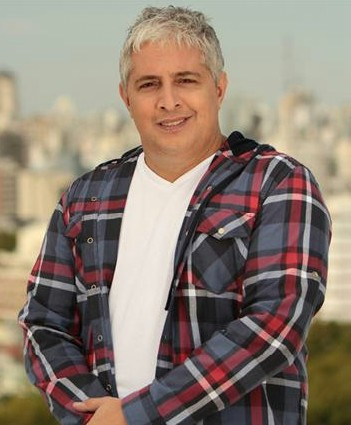
El locutor y conductor Mariano Peluffo fue testigo en la causa judicial.

En 2021, Prandi realizó la primer denuncia ante la UFI N° 4 de Escobar. Claudio Contardi es acusado de abusos sexuales reiterados entre 2015 y 2018.
En abril de 2021 se le impuso un "bozal legal" a Prandi, por lo que no podía hacer declaraciones públicas.
En 2024, Prandi presentó en la Feria Internacional del Libro de Buenos Aires su novela inspirada en hechos reales "Yo debería estar muerta".
El 6 de agosto de 2025, después de seis años de espera, comenzó el juicio de Julieta Prandi contra Claudio Contardi.
Ese mes declararon más de trece testigos de la causa, amigos y familiares; entre ellos Sebastián Waizer, Mariano Peluffo, Emanuel Ortega, etc. Se expusieron en el juicio pericias psicológicas oficiales que acreditan indicadores compatibles con abuso. También Prandi relató ante los magistrados un patrón de violencia psicológica, física y sexual ejercido durante al menos tres años.
El 8 de agosto el abogado Baños fue el encargado de dar el alegato final.
La defensa por su parte pidió la nulidad del juicio y que el acusado sea juzgado por un jurado popular. La fiscalía pidió 20 años de prisión para el imputado, mientras que la querella con los abogados Baños y Burlando solicitaron 50 años.
Mientras se esperaba la sentencia se rechazó el pedido de prisión preventiva para Contardi, y se le ordenó no salir del país. Asimismo, el abogado Fernando Burlando pidió  para Prandi un botón antipánico y medidas de protección adicionales.

## Sentencia
El 13 de agosto de 2025, en el Tribunal Oral en lo Criminal (TOC) N° 2 de Zárate Campana, Claudio Contardi fue condenado a 19 años de prisión por el delito de "abuso sexual con acceso carnal agravado", con acceso carnal reiterado, violencia psicológica, violencia económica y amenazas. En ese momento se ordenó la inmediata detención de Contardi, y por Ley N° 26.879 pasa a formar parte del registro de condenados por delitos contra la integridad sexual del Ministerio de Justicia. Fue trasalado a la Alcaidía 3 de Melchor Romero.
Fue atenuante que el implicado Contardi no tuviera antecedentes penales, pero también se tuvo en cuenta la Ley N° 26.485 de Protección Integral para Prevenir, Sancionar y Erradicar la Violencia contra las Mujeres. 